# Minamoto no Takakuni
Minamoto no Takakuni est un nom japonais traditionnel ; le nom de famille (ou le nom d'école), Minamoto, précède donc le prénom (ou le nom d'artiste).
Minamoto no Takakuni (源 隆国) (1004–1077), également connu comme Uji Dainagon (宇治大納言), est un noble et érudit du Japon ancien, père du moine bouddhiste et astronome Toba Sōjō (鳥羽 僧正).
Takakuni serait l'auteur du recueil d'anecdotes (setsuwa) intitulé Uji dainagon monogatari . On lui a aussi attribué la paternité du Konjaku monogatari shū, un hypothèse aujourd'hui généralement rejetée.

## Éléments de biographie
On sait peu de chose sur Tanakuni. Il est né dans une branche de la famille impériale issue de l'empereur Daigo (885-930). Les membres de cette branche avaient précédemment occupé des postes importants à la Cour.
Le père de Tanakuni était un proche d'un des personnages les plus influents du clan des Fujiwara, et son grand-père, lui-même fils d'un lettré, fréquentait les esprits les plus brillants de son temps. Tanakuni avait un frère aîné qui mourut tôt, et qui avait, dix ans avant sa mort, quitté les fonctions officielles pour entrer en religion, vivant en ermite et pratiquant assidument l'invocation du nom d'Amida (nembutsu).
Durant les dernières années de sa vie, Tanakukuni suit les traces de son frère, se consacrant essentiellement à la rédaction d'un ouvrage de piété amidiste, l'Anyôshû, c'est-à-dire le « Recueil concernant la Contrée de Quiétude et de Sustentation », à savoir la Terre pure d'Amida. Il termine cette œuvre en dix volumes seulement quelques mois avant sa mort, et l'envoie à son neveu Jōjin (en) (成尋), grand moine de l'école Tendai.
Tanakuri fut également Dainagon, « Grand Référendaire » ou « Conseiller d'État ». Il était aussi le père de Toba Sōjō (鳥羽 僧正), connu sous le nom de Kakuyū (覚猷), à qui l'on a pu attribuer (sans doute à tort, ou du moins sans qu'il en soit le seul auteur) le célèbre Chōjū-giga.

### Source à consulter
- Kōjien, 6e édition.